# 22112 Staceyraw
22112 Staceyraw (2000 QO181) là một tiểu hành tinh vành đai chính được phát hiện ngày 31 tháng 8 năm 2000 bởi nhóm nghiên cứu tiểu hành tinh gần Trái Đất phòng thí nghiệm Lincoln ở Socorro.